# Telchinia supponina
Telchinia supponina is een vlinder uit de familie van de Nymphalidae. De wetenschappelijke naam van de soort is voor het eerst voorgesteld door Otto Staudinger in een publicatie uit 1896.
De spanwijdte bij het mannetje bedraagt 40 millimeter.
De soort komt voor in Congo-Kinshasa.